# Adela Vázquez
Adela Vázquez (Camagüey, 1958) é uma ativista transgênero e artista performática de origem cubana. Adela é uma referência por sua luta no projeto ContraSida por Vida e por ser uma ativista comunitária para os direitos da comunidade trans.

## Primeiros anos
Vázquez nasceu em 1958, durante um momento muito turbulento devido a queima de casas e destruição de cidades por causa da revolução cubana. Vázquez nasceu fora do casamanto e foi adotada por seu avô e sua avó, com quem viveu. Criada em Camagüey , Cuba, Vázquez passou sua infância caminhando pelo Centro e o Casino Campreste. Encontrou-se em uma grande comunidade LGBT cubana e finalmente foi batizada como "A Garota Streisandisima" na fonte dos cisnes do Casino Campreste. Foi uma das 125,000 pessoas que procurou asilo e emigrou no éxodo de Mariel em 1980.

## Ativismo
Seu ativismo pela comunidade começou em 1992, depois de ser coroada como Miss Gay Latina, foi nesse momento quando começou a lhe dar visibilidade às desigualdades e opressões que vivem as pessoas trans. Estabelecida em São Francisco, dirige um grupo de apoio trans chamado Fifty and Fabulous, para que as pessoas transgênero possam compartilhar suas experiências e encontrar um espaço de solidariedade.

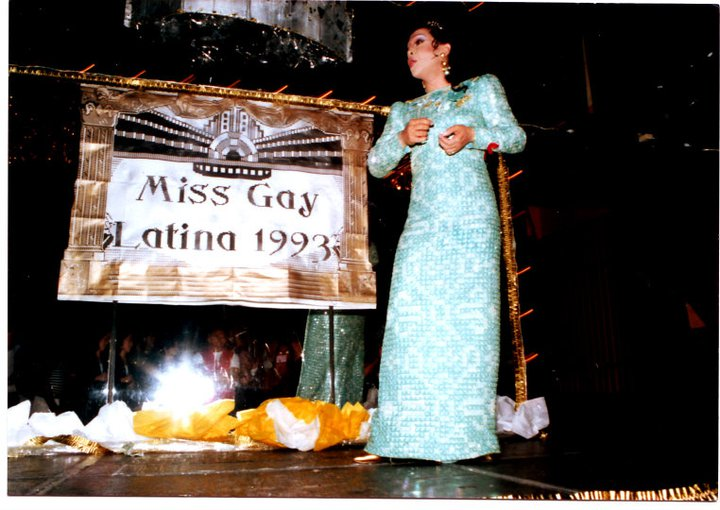

Sua vida foi ilustrada na história em quadrinhos Sexile/Sexilio, na qual Jaime Cortéz ilustra sua vida e trabalho pela comunidade trans. Sua história é resenhada no livro Conta-mo!: Depoimentos de imigrantes latinos LGBT de Julián Delgado Lopera, publicado em 2014.